# Zsindely István (tanár, 1869–1906)
Zsindely István (Sárospatak, 1869. október 15. – Sárospatak, 1906. szeptember 23.) jogtörténész, egyetemi tanár, id. Zsindely István tanár fia.

## Élete
Tanulmányait szülővárosában és a budapesti egyetemen végezte. 1891-ben megválasztották a sárospataki jogakadémia jogbölcseleti és jogtörténelmi tanszékére. 1896-tól kezdve egyházjogot is tanított. Itt működött egészen haláláig. Több cikke jelent meg a Sárospataki Lapokban, valamint más fővárosi és vidéki lapokban.

## Munkái
1. A lovagi intézmény. Budapest, 1893
2. Emlékbeszéd (a millenniumkor). Sárospatak, 1896
3. Magyar Alkotmány az Anjouk és Zsigmond alatt. Sárospatak, 1899
4. Legrégibb formulagyüjteményünk, tekintettel a középkori magyar jogi műveltségre. Sátoraljaújhely, 1904